# 國立臺灣大學系統
國立臺灣大學系統（英語：National Taiwan University System, NTU System，簡稱：臺大系統、NTUS），是由國立臺灣大學、國立臺灣科技大學、國立臺灣師範大學三所大學共同組成的大學系統。於2015年1月7日三校簽約成立聯盟，2016年3月31日經教育部核定成立系統。

## 資源整合
建立系統後，系統內學生共享圖書館、電腦、網路、交通車等資源，開放跨校選課，學分可被系統內學校承認。系統會聯合不同學校進行海外招生。

## 簡史
自台大、台科大、台師大2014年簽署合作意向書後，台大開放台師大和台科大選修台大課程及使用台大圖書館。在2015年時正式簽約合作成立國立台灣大學聯盟。國立臺灣師範大學在2016年的校務會議中討論及通過成立國立臺灣大學系統。2016年3月31日，由教育部正式核定成為國立臺灣大學系統。

### 歷任主席
系統主席可以由系統內學校的校長（當然委員）兼任，自學校的校長職務離任後將自動卸任。
| 任次 | 姓名   |
| ---- | ------ |
| 1    | 楊泮池 |
| 2    | 管中閔 |
| 3    | 陳文章 |

## 外部連結
- 國立臺灣大學系統 （页面存档备份，存于）

1. ↑  教育部高級中等以下學校及幼兒園教師資格考試專案辦公室
2. ↑  教育部高級中等以下學校及幼兒園教師證書核發作業工作小組／高級中等學校專業及技術教師資格審核、對照表修訂及師資培育專門課程基準規劃工作小組／國外大學以上學歷普通課程專門課程及教育專業課程審查小組